# Вила де Лука (Терамо)
Вила де Лука (итал. Villa de Luca) је насеље у Италији у округу Терамо, региону Абруцо.
Према процени из 2011. у насељу је живело 18 становника. Насеље се налази на надморској висини од 157 м.